# Giovanni Battista Pignatelli
Giambattista Pignatelli (c. 1540-1600) fue un maestro de doma ecuestre italiano, uno de los primeros en sentar las bases del posterior desarrollo del dressage. Está considerado, junto con Federico Grisone y Caesar Fiaschi, uno de los tres maestros más influyentes de la escuela de equitación de Nápoles, a través de la posterior repercusión en toda Europa de la labor de uno de sus alumnos, el francés Antoine de Pluvinel, el cual modificó su método para mejorarlo y perfeccionarlo.

## Semblanza
El término "Escuela Napolitana" no se refiere exclusivamente a la ciudad de Nápoles, sino a toda la región del sur de Italia (incluyendo Sicilia) a la que pertenece. De los maestros de Nápoles, fue Pignatelli quien tuvo la proyección más duradera en el desarrollo de la equitación moderna. La Escuela Napolitana se cracterizaba por el trabajo de entrenar al caballo sujeto a dos pilares, como se evidencia en los trabajos de Federico Grisone, quien escribió Gli Ordini di Cavalcare (1571); y de Caesar Fiaschi, quién escribió Trattato dell'imbrigliare, atteggiare, & ferrare cavalli (Tratado del embridado, ensillado y herrado del caballo) en el que equipara la equitación con la música, publicando incluso melodías para acompañar el adiestramiento.
Estos tres maestros de la escuela Napolitana fueron altamente influyentes por tres razones: primero, la nobleza europea en esta época enviaba a sus hijos a educarse a las escuelas italianas, por lo que estos maestros formaron a un alumnado procedente de familias aristocráticas de toda Europa. Segundo, estos tres maestros publicaron material escrito sobre su trabajo, y el tratado de Grisone particularmente fue traducido a muchos idiomas diferentes (su trabajo sobre las ideas de la Escuela Napolitana se convirtió en un temprano e influyente "éxito de ventas"). Y tercero, Antoine de Pluvinel, alumno de Pignatelli, recibió el encargo de la casa real de Francia de fundar una escuela de equitación en París. Así, Pignatelli fue un factor crucial en el comienzo de la 'Época dorada de la Equitación' en Francia, una era de casi doscientos años en la que contó con el apoyo incondicional del Estado como una más de las bellas artes, apoyo que duró hasta el final del período aristocrático por la Revolución Francesa.
Sus restos descansan en un artístico sepulcro alojado en la Capilla de Santa Restituta de la catedral de Nápoles.